# Rosário do Ivaí
Rosário do Ivaí es un municipio brasileño del estado de Paraná. Posee un área de 371,248 km² representando 0,1863 % del estado, 0,0659 % de la región y 0,0044 % de todo el territorio brasileño. Se localiza a una latitud 24°16'40" sur y a una longitud 51°16'30" oeste, estando a una altitud de 750 m. Su población estimada en 2005 era de 4.980 habitantes.

## Demografía
Datos del Censo - 2000
Población total: 6.585
- Urbana: 2.269
- Rural: 4.316
- Hombres: 3.340
- Mujeres: 3.245

Índice de Desarrollo Humano (IDH-M): 0,664
- IDH-M Salario: 0,584
- IDH-M Longevidad: 0,652
- IDH-M Educación: 0,756

## Administración
- Prefecto: Orlando Alves de Almeida (2009/2013)
- Viceprefecto: Dalva Elaine Taborda Wosiack
- Presidente de la Cámara: Ronaldo Luis Diniz (2009/2010)